# Церковь небесного покоя (Нью-Йорк)

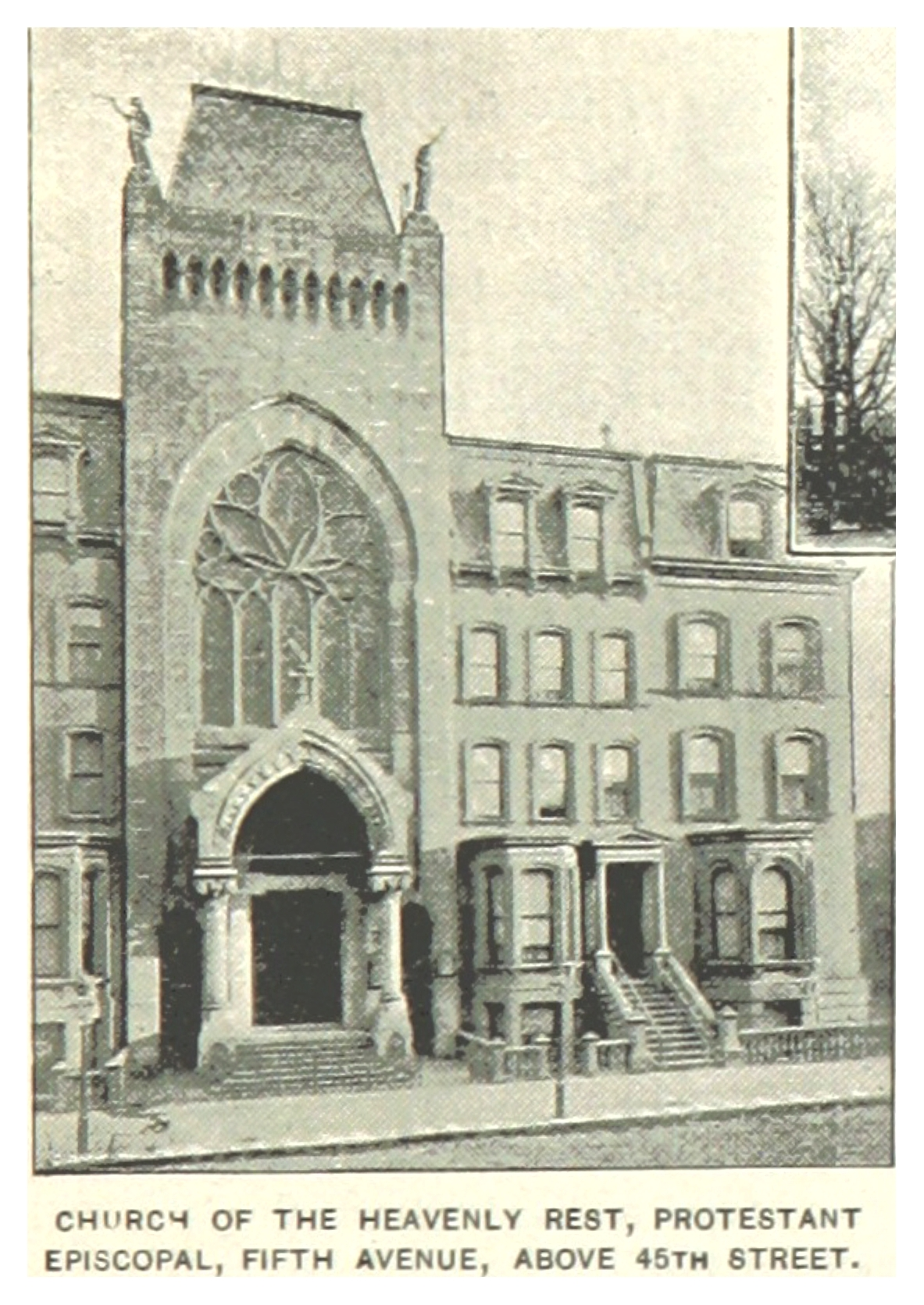
45-я стрит в 1890-х гг.

Церковь небесного покоя (англ. Church of the Heavenly Rest) — епископальная церковь, расположенная на углу Пятой авеню и 90-й улицы (стрит), напротив Центрального парка и особняка Карнеги, в Верхнем Ист-Сайде Нью-Йорка. Церковь известна архитектурой своего здания, расположением на Музейной миле, своей просветительской деятельностью, благотворительными, музыкальными и художественными программами, а также некоторыми знаменитыми прихожанами.
В 2020 году сообщалось о 1866 членах, но не было данных о посещаемости или доходах.

## История конгрегации
Церковь была основана в 1865 году (официально основана в 1868 году) ветеранами Гражданской войны в США при содействии преподобного Роберта Шоу Хоуленда. Она была задумана как памятник воинам, погибшим в Гражданской войне. К 1900 году церковь насчитывала около 1000 членов. Первоначально церковь располагалась на Пятой авеню и 45-й улице, а затем переехала на нынешнее место.

## Современное здание церкви
Земля под нынешним местом была продана церкви в 1926 году Луизой Уитфилд Карнеги, вдовой Эндрю Карнеги. Карнеги приобрёл это место в 1917 году за 1,7 миллиона долларов вскоре после того, как была установлена вывеска с надписью «Продаётся без ограничений»; принадлежность участка Карнеги не позволила построить там многоквартирный дом, который мог бы вторгнуться в окрестности его особняка, но участок остался незастроенным, и на одном из самых дорогих адресов города осталось всего несколько рекламных щитов и киоск с лимонадом. Его последующая продажа церкви несла ограничения, согласно которым землю можно было использовать только «для христианской церкви высотой не более 75 футов, не считая шпиля» до 1975 года.
Церковь из известняка была спроектирована в неоготическом стиле фирмой Mayers, Murray & Phillip, принявшей на себя заказы Бертрама Гудхью: Гудхью умер до того, как был заложен первый камень. Mayers, Murray & Phillip взяли на себя строительство. Храм открылся на Пасху 1929 года, вместимость составила 1050 человек, а стоимость строительства 3,2 миллиона долларов. Скульптуру должны были выполнить Мальвина Хоффман, Ли Лори и другие художники. Архитектура и скульптура сочетают неоготический стиль с деталями ар-деко. Однако более двух третей скульптурной программы так и не было выполнено; скульптор Джанет Скаддер вышла из комиссии в 1928 году после того, как её сократили. Крах фондового рынка 1929 года положил конец другим работам, и блочный известняковый фасад остался без скульптуры.
Инновационные конструктивные особенности включали беспрепятственный вид на алтарь, непрямое освещение и высокотехнологичную звуковую систему. В 2021 году здание было внесено в Национальный реестр исторических мест.

## Музыкальная программа
В церкви есть несколько хоров, в том числе хоры мальчиков и девочек, смешанный хор взрослых и колокольный хор. На престольный праздник — День всех святых — обычно поют гимны «Всем святым» и «Песнь святым Божиим пою».

## Известные личности
Похороны Честера А. Артура, бывшего президента США, прошли в церкви в 1886 году, а прах актрисы Глории Свенсон был захоронен там в 1983 году. Преподобный Мэтью Хейд, 17-й епископ Нью-Йорка, был настоятелем церкви с 2013 по 2023 год.

## В популярной культуре
Церковь показана в сцене из фильма 1997 года «Адвокат дьявола» с Киану Ривзом в главной роли. В фильме Кевин находит свою жену Мэри Энн сидящей на скамейке в церкви, где она показывает своё обнажённое тело, покрытое порезами и синяками, обвиняя Милтона (Сатану) в изнасиловании.